# HMS Colombo (D89)
Le HMS Colombo est un croiseur léger de classe C en service dans la Royal Navy pendant la Seconde Guerre mondiale.

## Historique
Le Colombo, du nom de l'ancienne capitale de Ceylan (aujourd'hui Sri Lanka), est mis sur cale par la Fairfield Shipbuilding and Engineering Company le 8 décembre 1917 et lancé le 18 décembre 1918, peu après la fin de la Première Guerre mondiale.  
Durant l'entre-deux-guerres, il sert en Extrême-Orient avec l'Eastern Fleet entre juin 1919 et 1926, avant d'être réaffecté à la North America and West Indies Station. Après un bref retour dans la Eastern Fleet de juillet 1932 à 1935, le croiseur retourne au Royaume-Uni en vue d'une mise en réserve. 
Le Colombo passe la première partie de la guerre au service de la Home Fleet, au cours duquel il capture le navire marchand allemand Henning Oldendorff au sud-est de l'Islande. Il retourne ensuite dans l'Eastern Fleet entre août 1940 et juin 1942 avant de retourner au Royaume-Uni pour un radoub et une conversion en croiseur anti-aérien entre juin 1942 et mars 1943. Après la fin de la guerre, le Colombo est vendu le 22 janvier 1948, arrivant aux chantiers de Cashmore de Newport le 13 mai 1948 pour y être démantelé.